# Luna (cortometraje)
Luna es un mediometraje del año 1994 del género thriller dirigido por Alejandro Amenábar.
Grabado en blanco y negro, tiene una duración de media hora, y está incluido en el DVD de Abre los ojos.
En 1995 se rodó una segunda versión de la película con los mismos actores pero basándose solo en los sucesos más importantes de la película (desde su inicio hasta su final) y con una duración de 13 minutos. 